# Asteroids Deluxe
Asteroids Deluxe est un jeu d'arcade de type shoot 'em up multidirectionnel sorti en mars 1981 par Atari Inc.,. Dans cette suite du jeu Asteroids, l'objectif est de marquer autant de points que possible en détruisant les astéroïdes et les soucoupes volantes. Les changements clés visent à lutter contre la stratégie de chasse à la soucoupe volantes du premier épisode, ce qui permet aux joueurs experts de jouer pendant de longues périodes.  Le jeu est donc nettement plus difficile que l'original. le jeu est porté sur BBC Micro en 1984, et l'Atari 7800 en 1986 et sur l'Atari ST,, en 1987.
La borne est disponible en trois versions : borne verticale, borne cabaret (verticale mais plus petite), et table cocktail. En avril, un kit promotionnel gratuit à l'effigie du jeu appelé Astrodata est commercialisé, comprenant des autocollants, un t-shirt et des affiches,. Dès l'été, Atari propose un nouvel autocollant, et deux kits de conversion dont le premier comporte une ROM mise à jour permettant de rééquilibrer le gameplay en modifiant le système de scores et quelques ennemis, et le deuxième destiné aux bornes verticales permet d'atténuer les éblouissements grâce à un filtre d'écran, qui agit aussi sur le son, en créant une caisse de résonance.
Asteroids Deluxe connait deux suites en arcade intitulée Space Duel en 1982 et Blasteroids en 1987.

## Description
Asteroids Deluxe, sorti en mars 1981, est une nouvelle version du jeu, programmé par Dave Shepperd. Les graphismes ont été affinés (le blanc vire au bleu clair et un calque illustré égaye le noir intersidéral) et la bande-son est plus attrayante. Le gameplay présente quelques nouveautés. Tout d'abord, un bouclier temporaire est implémenté en lieu et place du téléporteur; il permet de se protéger temporairement contre les collisions et les tirs des soucoupes. Par ailleurs, un nouveau type de danger, les killer satellite (satellite tueur), fait son apparition. Lorsqu'un satellite, forme hexagonale inerte dérivant dans l'espace, est heurté par un tir, il libère trois "vaisseaux traqueurs" qui pourchassent inlassablement le vaisseau du joueur. Si un "traqueur" est touché, il se divise en deux missiles, plus petits et rapides, qui peuvent être détruits pour de bon. Par ailleurs, les soucoupes volantes sont plus dangereuses (même les petites peuvent faire feu) et leur tirs répondent à un motif précis. Par exemple, la plus grosse envoie d'abord trois tirs sur les astéroïdes et killer satellite environnant puis un quatrième en direction de vaisseau. La difficulté de jeu a été sensiblement revu à la hausse.
Asteroids Deluxe fut produit à environ 22 000 unités. Le jeu a été adapté sur BBC Micro (1984) et Atari ST (1987). Cette dernière version, développée par Paradox Software, a subi un léger lifting visuel (les graphismes, désormais matriciels, sont en couleur).

## Accueil

### Récompenses
Atari obtient deux awards Golden Squeegees pour ses sérigraphies d'Asteroids Deluxe lors de la convention de l'association Screen Printing Association International qui s'est déroulée à Dallas fin octobre 1981. En compétition avec près de 1 400 concurrents du monde entier, le jeu obtient un Golden Squeegee pour ses dessins d'art sur les côtés de la bornes et un pour le marquee rétro-éclairé.